# Зулендър 2
„Зулендър 2“ (на английски: Zoolander 2) е щатска екшън комедия от 2016 г. на режисьора Бен Стилър, който е съсценарист със Джъстин Теру, Никълъс Столър и Джон Хамбург. Това е продължение на „Зулендър“ (2001) и участват Бен Стилър, Оуен Уилсън, Уил Феръл, Пенелопе Круз и Кристен Уиг.
Снимачният процес се проведе в Рим, Италия от април до юли 2015 г. Филмът е пуснат на 12 февруари 2016 г. от „Парамаунт Пикчърс“.